# Crčevo
Crčevo (cyr. Црчево) – wieś w Serbii, w okręgu zlatiborskim, w gminie Sjenica. W 2011 roku liczyła 49 mieszkańców.